# Briantes
Briantes est une commune française située dans le département de l'Indre, en région Centre-Val de Loire.

## Géographie

### Localisation
La commune est située dans le sud-est du département, dans la région naturelle du Boischaut Sud.
Les communes limitrophes sont : Lacs (3 km), La Châtre (4 km), Montlevicq (4 km), Le Magny (5 km), La Motte-Feuilly (5 km), Pouligny-Saint-Martin (5 km) et Sainte-Sévère-sur-Indre (9 km).
Les communes chefs-lieux et préfectorales sont : La Châtre (4 km), Châteauroux (38 km), Issoudun (43 km) et Le Blanc (74 km).

### Hameaux et lieux-dits
Les hameaux et lieux-dits de la commune sont : les Murailles, Champflorentin et Étrangle-Chèvre.

### Géologie et hydrographie
La commune est classée en zone de sismicité 2, correspondant à une sismicité faible.
Le territoire communal est arrosé par la rivière Indre.

### Climat
Pour des articles plus généraux, voir Climat du Centre-Val de Loire et Climat de l'Indre.
En 2010, le climat de la commune est de type climat océanique dégradé des plaines du Centre et du Nord, selon une étude du CNRS s'appuyant sur une série de données couvrant la période 1971-2000. En 2020, Météo-France publie une typologie des climats de la France métropolitaine dans laquelle la commune est exposée à un climat océanique altéré et est dans la région climatique  Ouest et nord-ouest du Massif Central, caractérisée par une pluviométrie annuelle de 900 à 1 500 mm, maximale en automne et en hiver.
Pour la période 1971-2000, la température annuelle moyenne est de 11,3 °C, avec une amplitude thermique annuelle de 15,3 °C. Le cumul annuel moyen de précipitations est de 803 mm, avec 12 jours de précipitations en janvier et 7,3 jours en juillet. Pour la période 1991-2020, la température moyenne annuelle observée sur la station météorologique de Météo-France la plus proche, « Ste--Sévère », sur la commune de Sainte-Sévère-sur-Indre à 9 km à vol d'oiseau, est de 12,1 °C et le cumul annuel moyen de précipitations est de 843,9 mm,. Pour l'avenir, les paramètres climatiques de la commune estimés pour 2050 selon différents scénarios d'émission de gaz à effet de serre sont consultables sur un site dédié publié par Météo-France en novembre 2022.

### Voies de communication et transports
Le territoire communal est desservi par les routes départementales : 73B, 83, 83A, 83B, 84, 68A, 917 et 943.
Les gares ferroviaires les plus proches sont les gares de Châteauroux (40 km) et Argenton-sur-Creuse (44 km).
Briantes est desservie par la ligne F du Réseau de mobilité interurbaine.
L'aéroport le plus proche est l'aéroport de Châteauroux-Centre, à 44 km.
Le territoire communal est traversé par : le sentier de grande randonnée 46, le sentier de grande randonnée 654 et par le sentier de grande randonnée de pays : Sur les pas des maîtres sonneurs.

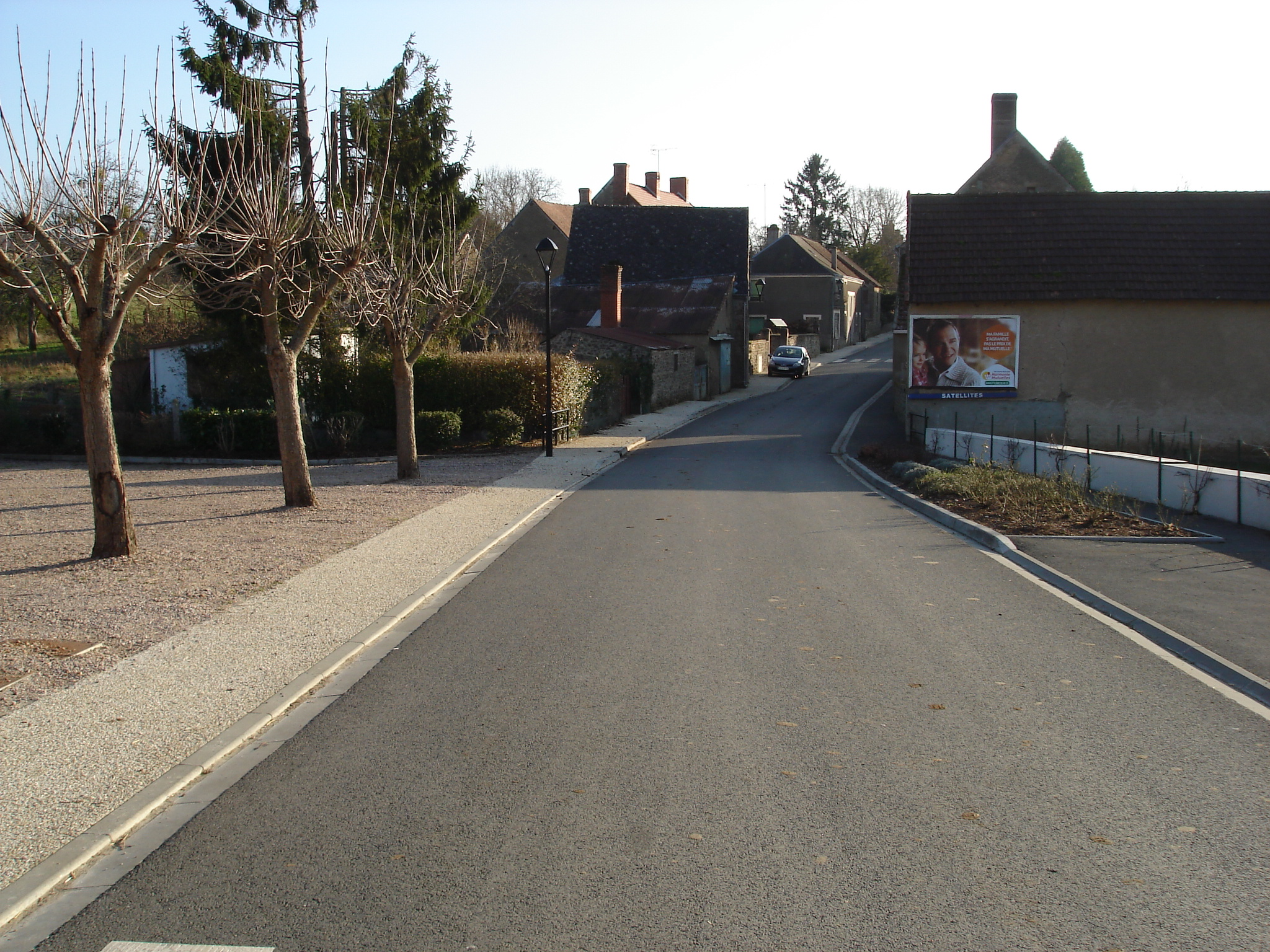
La rue de la Poste en 2012.
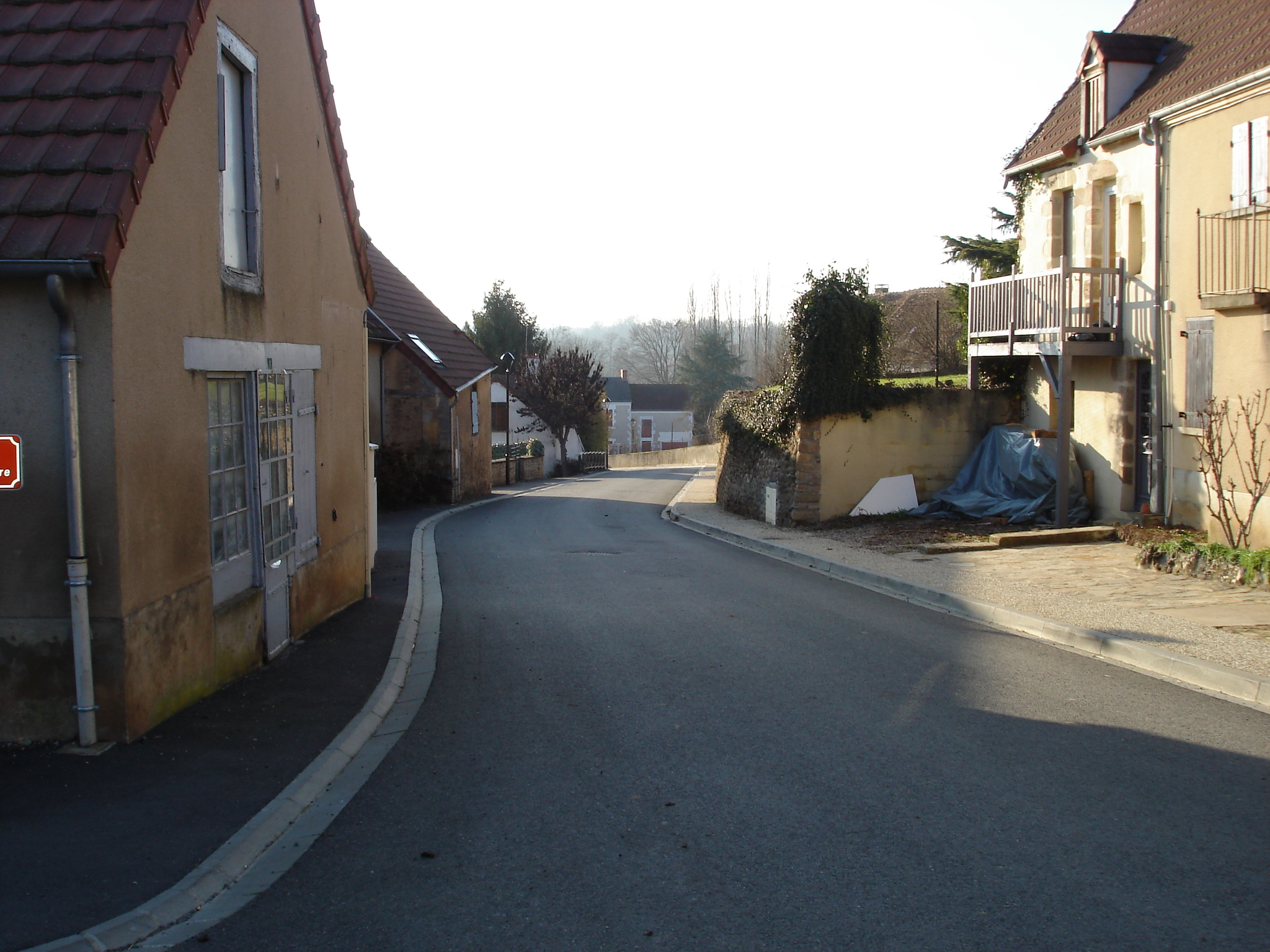
La rue du Château en 2012.
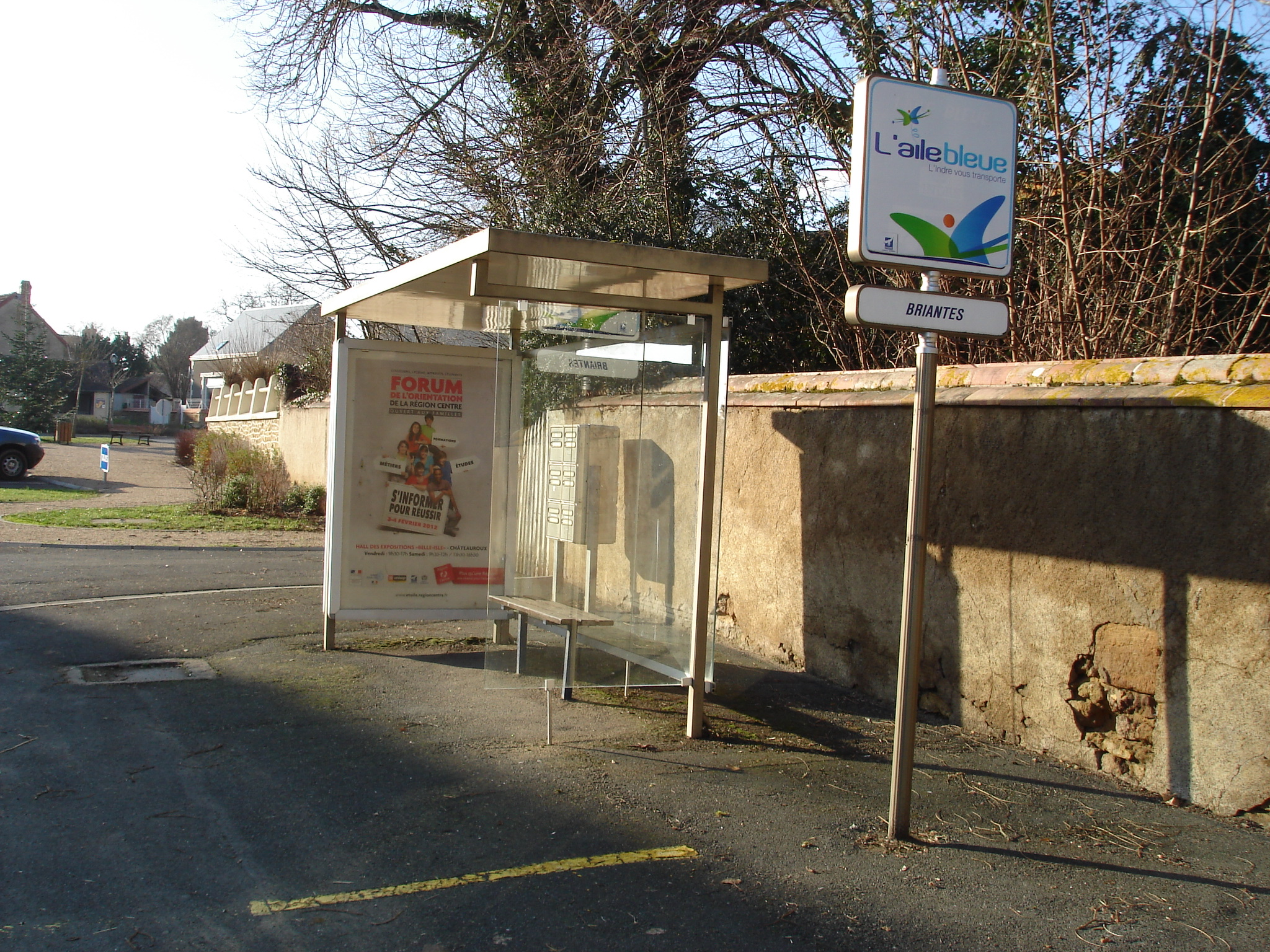
L'arrêt de bus L'Aile Bleue en 2012.

## Urbanisme

### Typologie
Au 1er janvier 2024, Briantes est catégorisée commune rurale à habitat dispersé, selon la nouvelle grille communale de densité à sept niveaux définie par l'Insee en 2022.
Elle est située hors unité urbaine. Par ailleurs la commune fait partie de l'aire d'attraction de La Châtre, dont elle est une commune de la couronne,. Cette aire, qui regroupe 14 communes, est catégorisée dans les aires de moins de 50 000 habitants,.

### Occupation des sols
L'occupation des sols de la commune, telle qu'elle ressort de la base de données européenne d’occupation biophysique des sols Corine Land Cover (CLC), est marquée par l'importance des territoires agricoles (94,5 % en 2018), une proportion sensiblement équivalente à celle de 1990 (95,1 %). La répartition détaillée en 2018 est la suivante : 
prairies (41,7 %), zones agricoles hétérogènes (31,3 %), terres arables (21,6 %), forêts (4,4 %), zones urbanisées (1,1 %). L'évolution de l’occupation des sols de la commune et de ses infrastructures peut être observée sur les différentes représentations cartographiques du territoire : la carte de Cassini (XVIIIe siècle), la carte d'état-major (1820-1866) et les cartes ou photos aériennes de l'IGN pour la période actuelle (1950 à aujourd'hui).

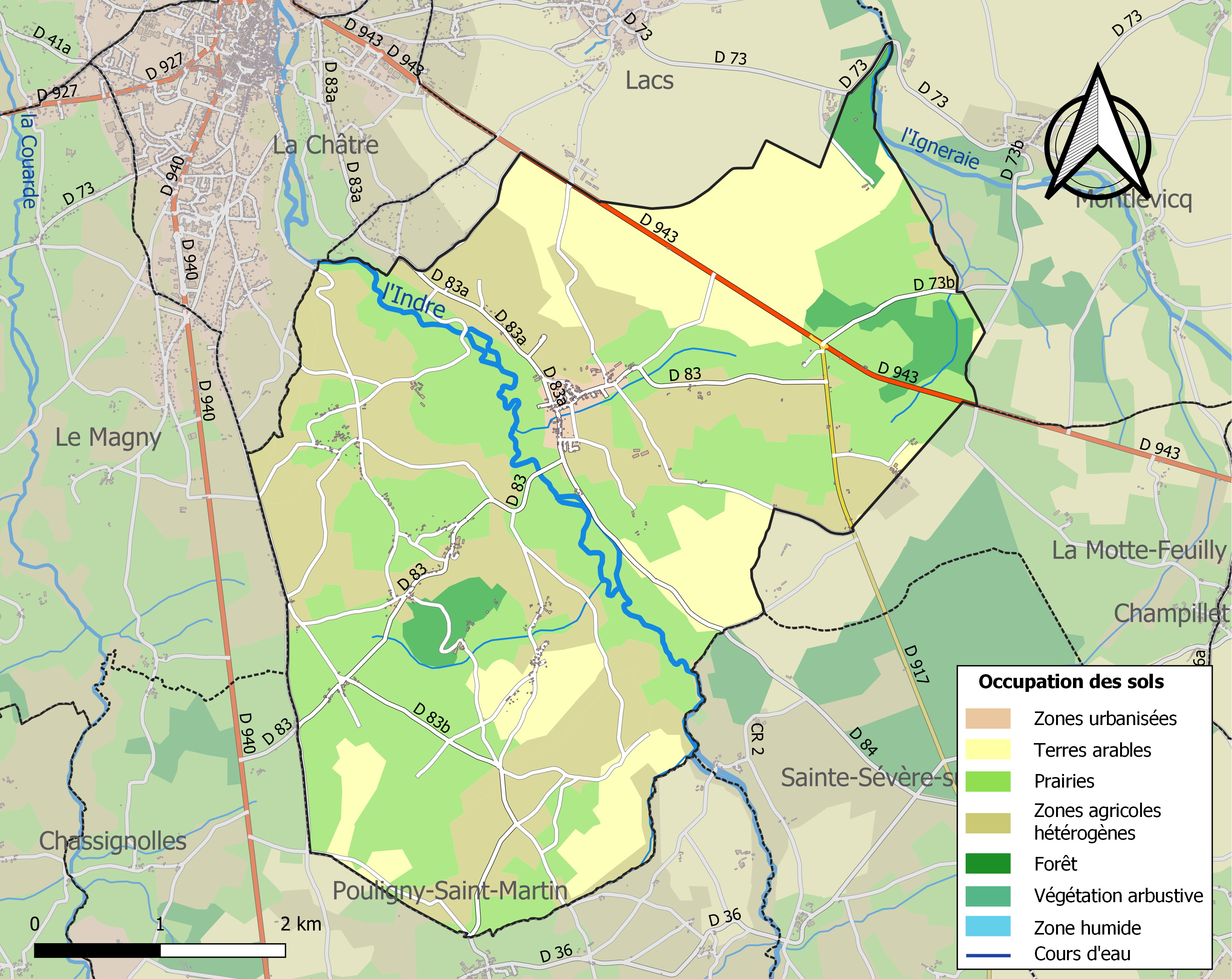
Carte des infrastructures et de l'occupation des sols de la commune en 2018 (CLC).

### Logement
Le tableau ci-dessous présente le détail du secteur des logements de la commune :
| Date du relevé                                              | 2013   | 2015   |
| Nombre total de logements                                   | 389    | 390    |
| Résidences principales                                      | 69,2 % | 68,4 % |
| Résidences secondaires                                      | 14,2 % | 15,3 % |
| Logements vacants                                           | 16,6 % | 16,3 % |
| Part des ménages propriétaires de leur résidence principale | 82,1 % | 83,8 % |

### Risques majeurs
Le territoire de la commune de Briantes est vulnérable à différents aléas naturels : météorologiques (tempête, orage, neige, grand froid, canicule ou sécheresse), inondations et séisme (sismicité faible). Il est également exposé à un risque particulier : le risque de radon. Un site publié par le BRGM permet d'évaluer simplement et rapidement les risques d'un bien localisé soit par son adresse soit par le numéro de sa parcelle.

#### Risques naturels
Certaines parties du territoire communal sont susceptibles d’être affectées par le risque d’inondation par débordement de cours d'eau, notamment l'Indre et l'Igneraie. La commune a été reconnue en état de catastrophe naturelle au titre des dommages causés par les inondations et coulées de boue survenues en 1982, 1999 et 2020,.

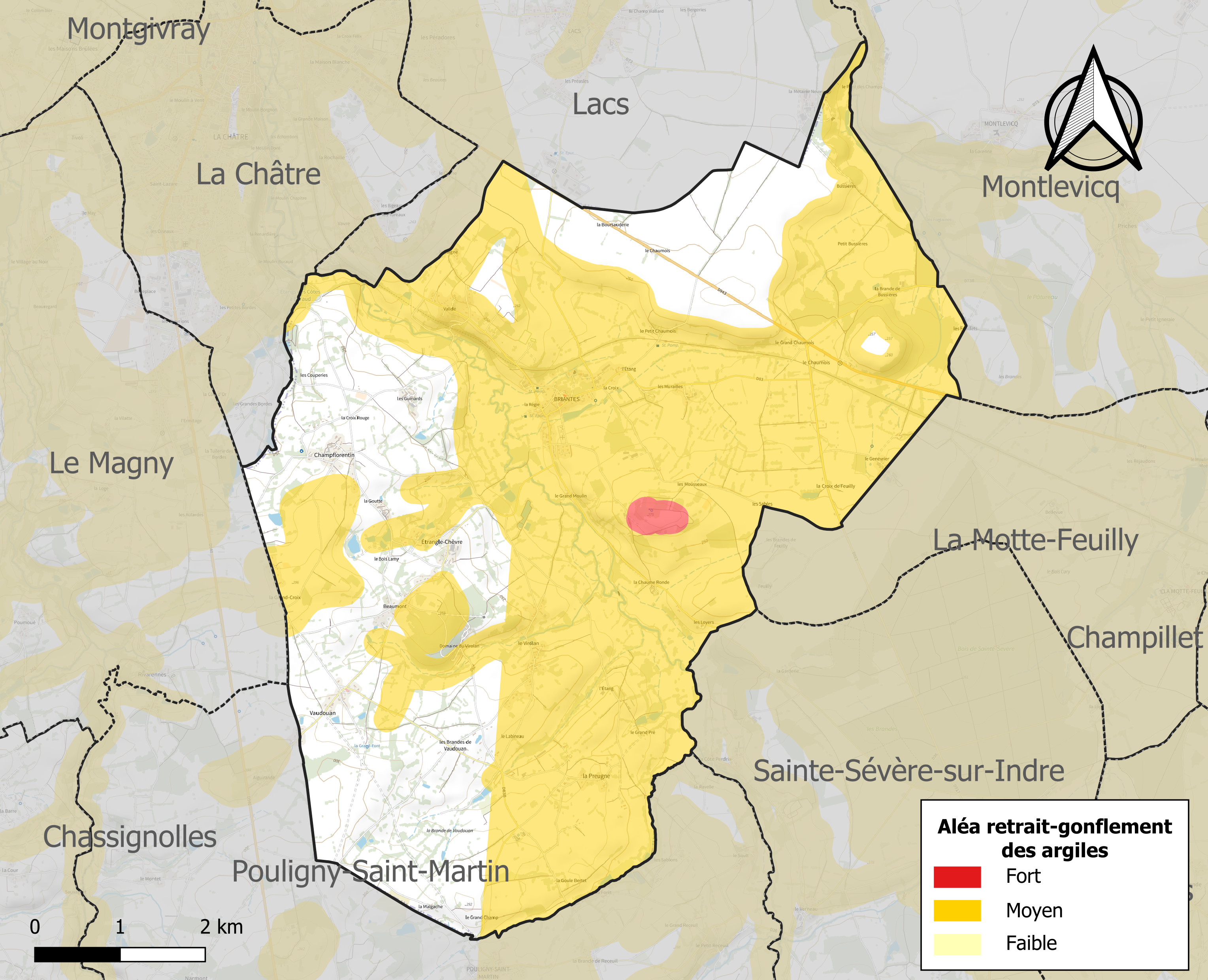
Carte des zones d'aléa retrait-gonflement des sols argileux de Briantes.

Le retrait-gonflement des sols argileux est susceptible d'engendrer des dommages importants aux bâtiments en cas d’alternance de périodes de sécheresse et de pluie. 67,5 % de la superficie communale est en aléa moyen ou fort (84,7 % au niveau départemental et 48,5 % au niveau national). Sur les 392 bâtiments dénombrés sur la commune en 2019, 286 sont en aléa moyen ou fort, soit 73 %, à comparer aux 86 % au niveau départemental et 54 % au niveau national. Une cartographie de l'exposition du territoire national au retrait gonflement des sols argileux est disponible sur le site du BRGM,.
Concernant les mouvements de terrains, la commune a été reconnue en état de catastrophe naturelle au titre des dommages causés par la sécheresse en 2019 et par des mouvements de terrain en 1999.

#### Risque particulier
Dans plusieurs parties du territoire national, le radon, accumulé dans certains logements ou autres locaux, peut constituer une source significative d’exposition de la population aux rayonnements ionisants. Toutes les communes du département sont concernées par le risque radon à un niveau plus ou moins élevé. Selon la classification de 2018, la commune de Briantes est classée en zone 3, à savoir zone à potentiel radon significatif.

## Toponymie
Le nom de la localité est attesté sous les formes Briantes en 1291, Brienta en 1466, Brianta en 1351, puis Briantes pour l'année 1478.
Ernest Nègre propose prudemment le mot gaulois briga « forteresse, mont », doté du suffixe pré-latin -antium, sans doute à cause de l'absence de formes anciennes suffisamment caractérisées et ce, contrairement à Briançon (Hautes-Alpes, anciennement Brigantion) ou Brégançon (Var). Il s'agit sans doute plus certainement de la fixation du nom commun celtique (gaulois) brigantion « éminence » dans la toponymie, mot dérivé de brigant- « éminent, élevé ». En toponymie, il a le sens d'« éminence, lieu élevé ». Le radical brigant- repose lui-même sur la racine celtique brig- « colline, mont ». La racine celtique brigant- est bien identifiée par ailleurs. En effet des équivalents en celtique insulaire l'attestent : le vieux gallois breehin « roi », cornique brentyn « noble » et vieux breton brientin « personne de rang élevé » qui remontent tous à brigantīnos. En outre, il existe une déesse gauloise Brigantia, identique à l'hydronyme qui explique de nombreux noms de rivières de France, de Grande-Bretagne ou de Suisse. Même radical également dans le nom de la sainte irlandaise Birgit, sous une forme un peu différente puisqu'il continue *brigentī « l'Eminente », nom de déesse païenne à l'origine.
Ses habitants sont appelés les Briantais.

## Histoire

### Antiquité
La commune appartient au territoire des Bituriges.

### Moyen Âge
En 1369, le comte de Cambridge, Edmond de Langley, et le comte de Pembroke, Jean de Hastings, pillent et incendient en partie le village.

### Époque moderne
Le sanctuaire de Vaudouan, qui figure sur la liste des sanctuaires mariaux, est détruit par les huguenots conduits par le Duc des Deux-Ponts pendant les guerres de Religion.

## Politique et administration
La commune dépend de l'arrondissement de La Châtre, du canton de La Châtre, de la deuxième circonscription de l'Indre et de la communauté de communes de La Châtre et Sainte-Sévère.
Elle dispose d'une agence postale communale.
| Période                                  | Période      | Identité            | Étiquette | Qualité |
| ---------------------------------------- | ------------ | ------------------- | --------- | --- |
| 1945                                     | mai 1953     | Marcel Dussauzet    | ?         | ? |
| mai 1953                                 | 1973         | Vincent Rotinat     | Radical   | Député de l'Indre (1936-1940) Sénateur de l'Indre (1946-1971) Président du conseil général de l'Indre (1951-1975) |
| 1973                                     | mai 1983     | Robert Langlois     | ?         | ? |
| mai 1983                                 | 1987         | Robert Lefort       | ?         | ? |
| 1987                                     | mars 2008    | Jean Petipez        | ?         | ? |
| mars 2008                                | mars 2014    | Jacky Gorge         | ?         | Infirmier psychiatrique                                                                                           |
| mars 2014                                | juillet 2017 | Jean-Marie Langlois |           | Agriculteur retraité                                                                                              |
| juillet 2017                             | En cours     | Jean-Claude Boury   | ?         | ? |
| Les données manquantes sont à compléter. |              |                     |           | |

## Population et société

### Démographie
L'évolution du nombre d'habitants est connue à travers les recensements de la population effectués dans la commune depuis 1793. Pour les communes de moins de 10 000 habitants, une enquête de recensement portant sur toute la population est réalisée tous les cinq ans, les populations de référence des années intermédiaires étant quant à elles estimées par interpolation ou extrapolation. Pour la commune, le premier recensement exhaustif entrant dans le cadre du nouveau dispositif a été réalisé en 2007.

En 2022, la commune comptait 596 habitants, en évolution de −1,81 % par rapport à 2016 (Indre : −3 %, France hors Mayotte : +2,11 %).
| 1793 | 1800 | 1806 | 1821 | 1831 | 1836 | 1841 | 1846 | 1851 |
| ---- | ---- | ---- | ---- | ---- | ---- | ---- | ---- | ---- |
| 603  | 540  | 558  | 661  | 699  | 821  | 768  | 793  | 809  |

| 1856 | 1861 | 1866 | 1872 | 1876 | 1881 | 1886  | 1891  | 1896  |
| ---- | ---- | ---- | ---- | ---- | ---- | ----- | ----- | ----- |
| 820  | 845  | 893  | 951  | 974  | 995  | 1 033 | 1 068 | 1 056 |

| 1901  | 1906  | 1911  | 1921 | 1926 | 1931 | 1936 | 1946 | 1954 |
| ----- | ----- | ----- | ---- | ---- | ---- | ---- | ---- | ---- |
| 1 111 | 1 100 | 1 041 | 887  | 864  | 828  | 829  | 787  | 737  |

| 1962 | 1968 | 1975 | 1982 | 1990 | 1999 | 2006 | 2007 | 2012 |
| ---- | ---- | ---- | ---- | ---- | ---- | ---- | ---- | ---- |
| 711  | 664  | 554  | 542  | 526  | 557  | 589  | 594  | 608  |

| 2017 | 2022 | - | - | - | - | - | - | - |
| ---- | ---- | - | - | - | - | - | - | - |
| 605  | 596  | - | - | - | - | - | - | - |

### Enseignement
La commune dépend de la circonscription académique de La Châtre.

### Sports
La commune de Briantes compte une association sportive nommée A.S.E.B (association sportive et éducative de Briantes) créée en 1990. Celle-ci est constituée de plusieurs sections dont l'athlétisme, le football, l'art manuel, la gymnastique.

### Médias
La commune est couverte par les médias suivants : La Nouvelle République du Centre-Ouest, Le Berry républicain, L'Écho - La Marseillaise, La Bouinotte, Le Petit Berrichon, L'Écho du Berry, France 3 Centre-Val de Loire, Berry Issoudun Première, Vibration, Forum, France Bleu Berry et RCF en Berry.

## Économie
La commune se situe dans l’aire urbaine de La Châtre, dans la zone d’emploi de Châteauroux et dans le bassin de vie de La Châtre.
La commune dispose d'une entreprise de vente directe de viande.

## Culture locale et patrimoine
- Château de Montveillé (XIXe siècle)
- Château du Virolan (XIXe siècle)
- Château de Briantes : un pigeonnier du XVe siècle se trouve dans le parc du château. Un des châteaux du roman Les Beaux Messieurs de Bois-Doré de George Sand. Privé et fermé au public[Note 3].
- Église Saint-Aignan
- Chapelle Notre-Dame de Vaudouan
- Monument aux morts

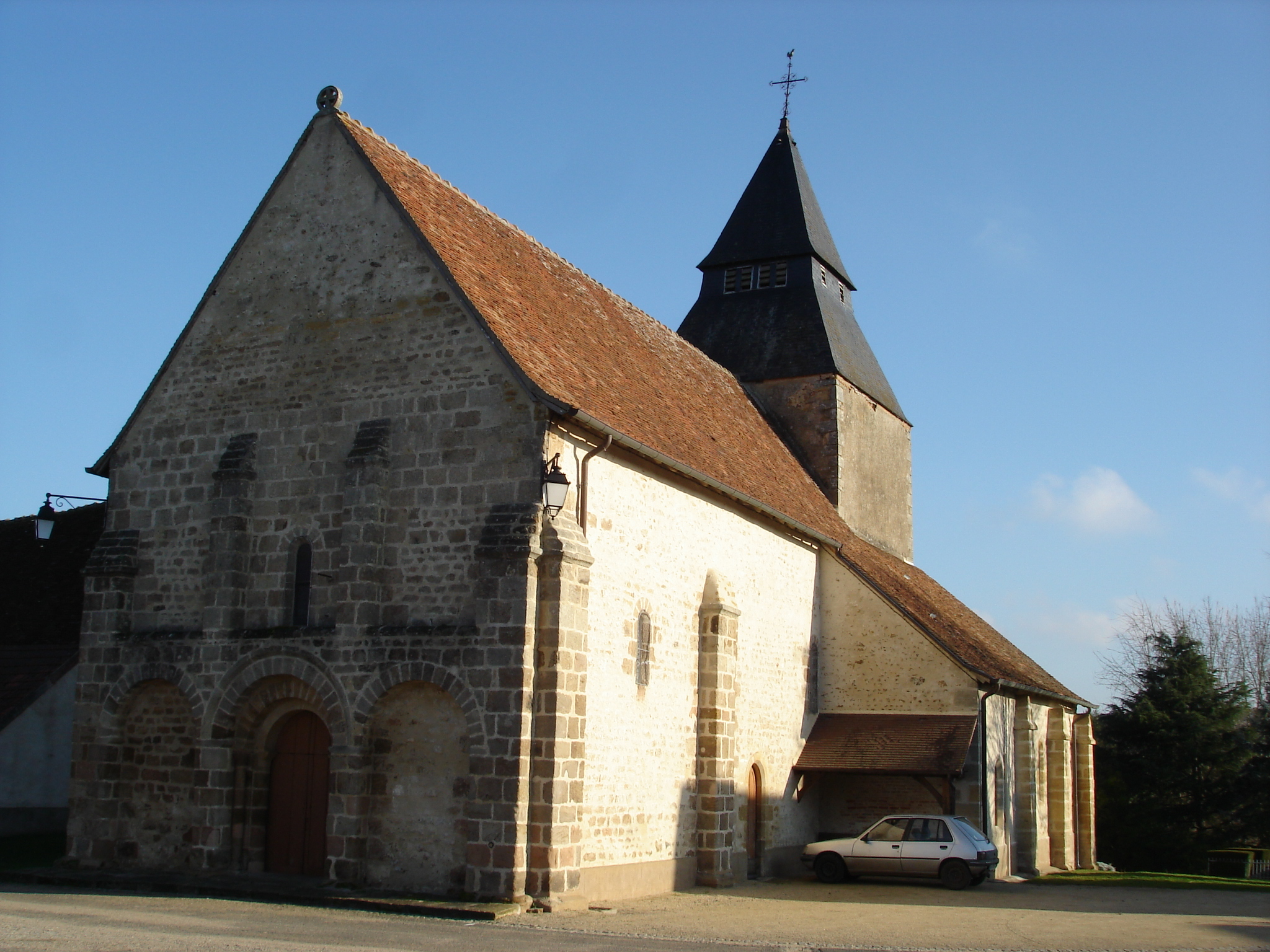
L'église Saint-Aignan en 2012.
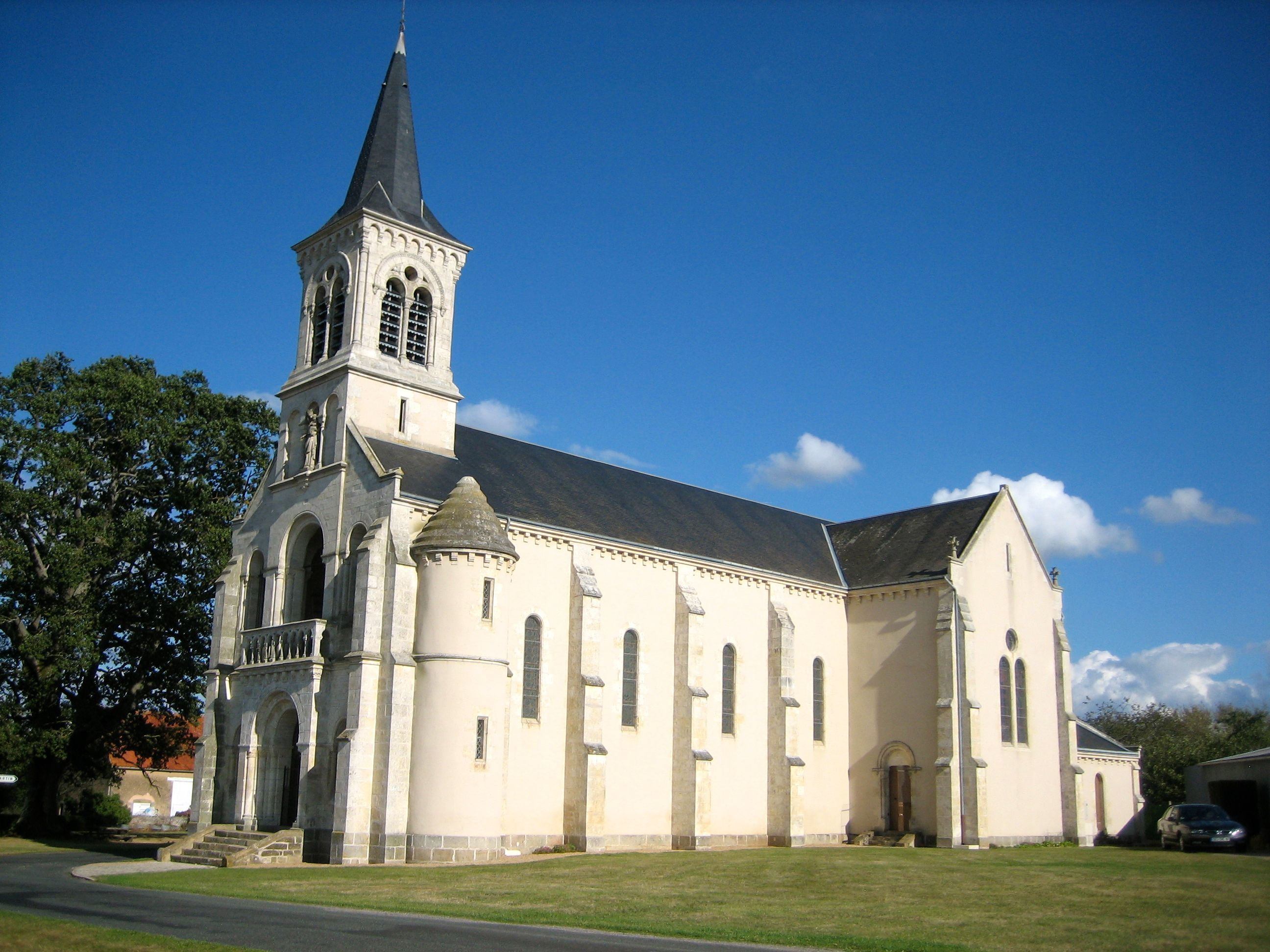
La chapelle Notre-Dame de Vaudouan en 2012.
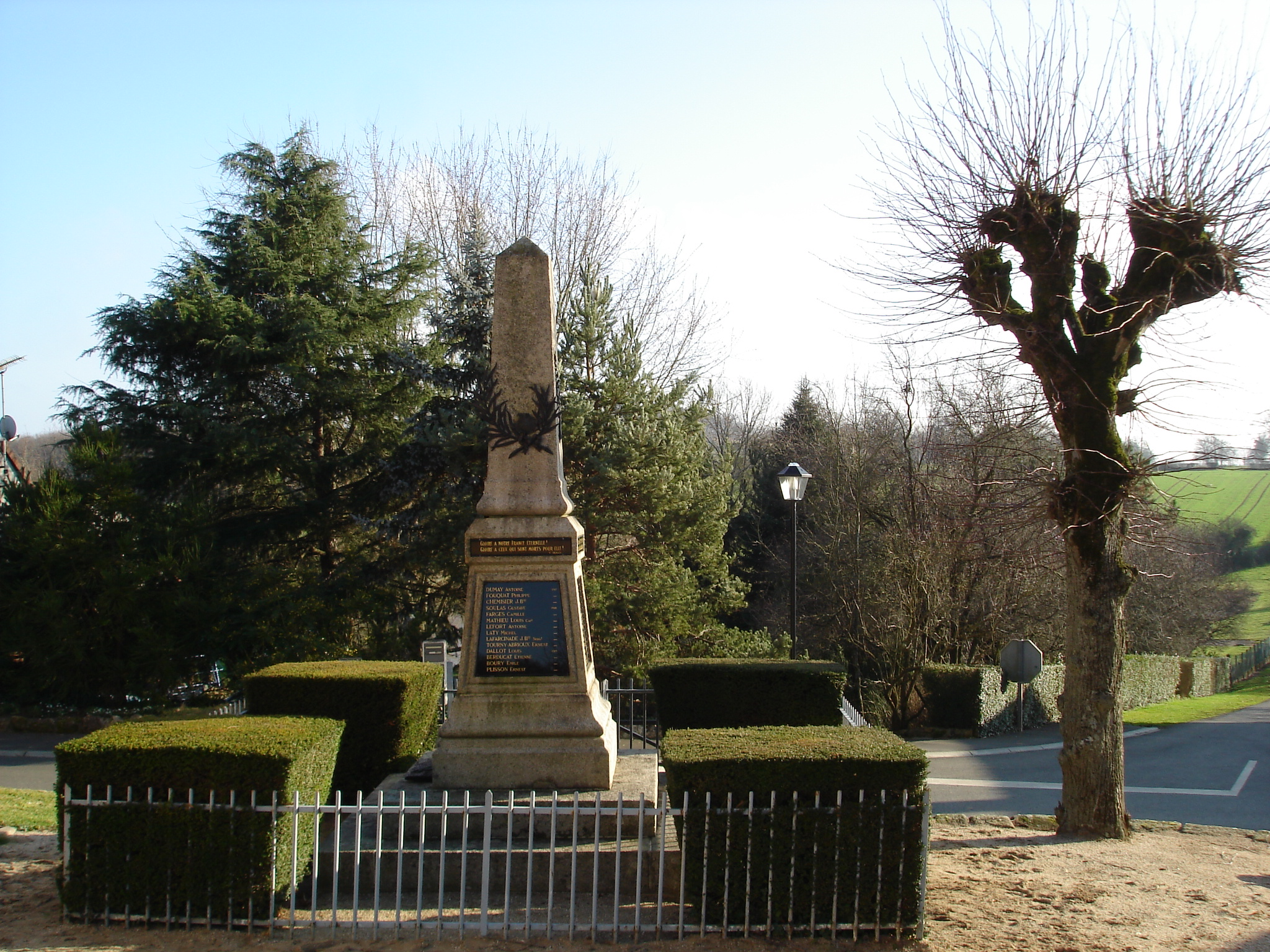
Le monument aux morts en 2012.

### Personnalités liées à la commune
- Vincent Rotinat (1888-1975), homme politique français, né à Briantes et maire de la commune pendant près de 20 ans.
- Adrien Blanchet, numismate, archéologue et historien, a vécu de nombreuses années à Briantes et y est enterré.